# Resolución 1440 del Consejo de Seguridad de las Naciones Unidas
La resolución 1440 del Consejo de Seguridad de las Naciones Unidas, aprobada unánimemente el 24 de octubre de 2002, después de reafirmar la resolución 1373 (2001), y la necesidad de combatir por todos los medios las amenazas a la paz y la seguridad internacionales, condena el acto de toma de rehenes en Moscú, Federación de Rusia, el 23 de octubre de 2002, así como otros actos terroristas cometidos recientemente en diversos países y considera que esos actos constituyen una amenaza a la paz y la seguridad internacionales.
La resolución la liberación inmediata e incondicional de todos los rehenes, expresó su profundo pesar y condolencias al pueblo y al gobierno de la Federación de Rusia y a las víctimas del ataque terrorista y sus familias e instó a todos los Estados a que, de conformidad con las obligaciones que le competen en virtud de la resolución 1373, cooperasen con las autoridades rusas en sus esfuerzos para identificar y llevar ante la justicia a los perpetradores, organizadores y patrocinadores del ataque terrorista.
Finalmente, expresó su determinación de combatir todas las formas de terrorismo.